# Prieuré Saint-Benoît d'Étiolles
Le prieuré Saint-Benoît d'Étiolles est un monastère de moines bénédictins. Il appartient à la congrégation de l'Annonciation.

## Histoire
En 1988, il s'installe sur l’emplacement d’un ancien couvent des Dominicaines.
En 1997, l’ordre des Bénédictins acquiert ce domaine auprès de Dominicaines qui l’avaient elles-mêmes achetée en 1950. Il se trouve à un kilomètre du Centre d'études du Saulchoir, dont la localisation a changé au cours du temps. Ces dominicains le quittèrent d'ailleurs quinze ans plus tard pour s’installer à Paris.
Par décret en date du 21 juillet 1998, les nouveaux statuts de la congrégation des bénédictins du prieuré Saint-Benoît sont approuvés.